# Giesecke+Devrient
Giesecke+Devrient (G+D), anciennement Giesecke & Devrient (G&D), est un groupe international de technologie basé à Munich, qui, outre l'impression de billets de banque, de valeurs mobilières et de passeports, s'est également spécialisé dans les cartes à puce et les solutions de sécurité. L’entreprise initiale a été créée à Leipzig le 1er juin 1852 par Hermann Giesecke (1831 - 1900) et Alphonse Devrient (1821 - 1878) sous le nom de « Typographisches Kunst-Institut Giesecke & Devrient » et compte plus de 70 filiales et coentreprises dans 33 pays dans le monde entier. G+D comptait 11 768 employés au cours de l’exercice 2021. La même année, l’entreprise réalisait un chiffre d’affaires global d’environ 2,38 milliards d’euros. Grâce à ses produits, l’entreprise fait partie des leaders technologiques mondiaux du marché.
G+D s’est d’abord spécialisé dans l’impression de billets de banque et de valeurs mobilières. À partir des années 1960, l’entreprise a commencé à fabriquer également des papiers de sécurité et à partir des années 1970, des machines pour le traitement des billets de banque et des cartes à puce pour des applications bancaires. Par ailleurs, G+D a participé de manière significative au développement des cartes SIM, auquel s’est ajouté le renforcement du secteur des cartes d’identité.

## Histoire

### Production de billets de banque
Fondée en 1852 par Hermann Giesecke et Alphonse Devrient, l'entreprise d'abord spécialisée dans l'impression de devises et de titres. C'est en 1856 qu'elle imprime ses premiers billets de banque pour le gouvernement du duché d'Altenburg. Bientôt, G&D commence à produire des timbres-poste. En 1866, le frère cadet de Hermann Giesecke, le Dr Bruno Giesecke, est associé à la gestion de la firme. La réputation de qualité du travail de la firme est confirmée lors de l'Exposition internationale de 1867, à Paris.
En 1924, Giesecke & Devrient est à l'origine de la plupart des Rentenmarks utilisés lors de l'inflation dans la République de Weimar, un des cas les plus célèbres d'hyperinflation. La firme imprime également des tickets d'entrée pour les Jeux olympiques de 1936, dans l'Allemagne nazie. Elle fait aussi des affaires avec l'Espagne de Franco. Le 4 décembre 1943, un raid aérien a détruit une grande partie des installations de G&D, à Leipzig.

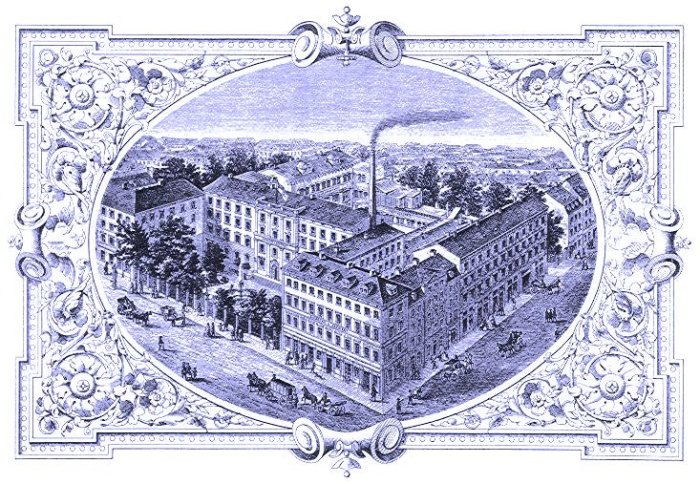
L'imprimerie Giesecke & Devrient, à Leipzig, XIXe siècle.

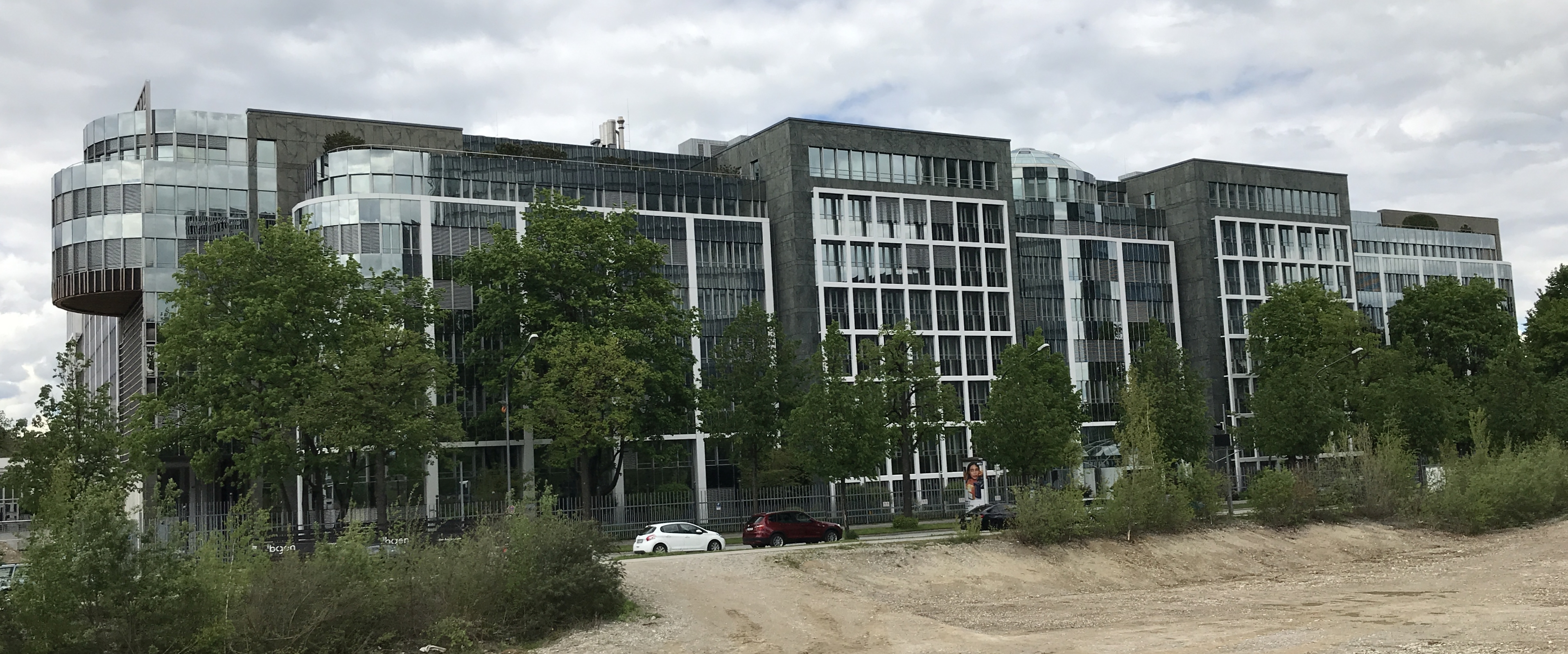
Quartier général Giesecke+Devrient, à Munich, 2021.

En 1948, Otto Siegfried rebâtit l'entreprise à Munich, alors que les bâtiments et les installations existants de Leipzig sont nationalisés et remis en fonctionnement sous le nom de VEB Deutsche Wertpapierdruckerei (DWD). En 1958, G&D livre la moitié des billets de banque de la Banque fédérale d'Allemagne. L'autre moitié provient de l'Imprimerie fédérale, détenue par l'État. En 1968, G&D prend part au développement de l'Eurochèque et de la carte Eurochèque. En 1969, Giesecke & Devrient rachète l'éditeur scientifique B. G. Teubner.
Après la réunification, en 1990, G&D reprend l'ancien siège de Leipzig et l'intègre en tant que site d'impression des billets de banque et titres du groupe, dont la direction reste à Munich.

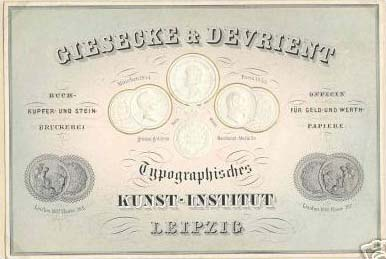
Publicité de Giesecke & Devrient, aux alentours de 1860.

### Trieuses à billets
À compter de 1970, G&D entreprend, d'abord dans sa filiale, la Société pour l'automatisation et l'organisation (GAO mbH), le développement de billets de banque compatibles avec l'automatisation, dont l'authenticité peut être vérifiée à l'aide de caractéristiques lisibles par une machine. Dans les années suivantes, la gamme de produits est élargie à des machines pour le tri, en fonction de critères d'authenticité et d'état (condition physique), des billets en circulation. Avec les machines de types ISS 300 (à partir de 1977), BPS 3000 (depuis 1989) et BPS 1000 (depuis 1995), G&D est le chef de file mondial pour les installations des banques centrales, avec une part de marché supérieure à 70 %. En 1989, la technique Komori pour l'impression de billets a été introduite en Europe lorsque G&D a commandé une petite presse d'imprimerie. En 1990, G&D remporte un important contrat du Système fédéral de réserve des États-Unis, privatisé depuis 1913, pour la livraison de plus de 130 systèmes BPS 3000, qui permettent de tester 40 billets de banque par seconde.
Giesecke & Devrient imprime le billet de banque slovaque de 5 000 couronnes slovaques, conçu par Josef Bubak et gravé par Vaclav Fajt. La banque nationale de Slovaquie le met en circulation en décembre 1999. À partir de 1999, G&D imprime, pour la Banque centrale européenne, l'euro, nouvelle monnaie européenne, en appliquant les normes de sécurité les plus modernes. G&D est, en volume, le plus important des 15 imprimeurs participant à la mise en service des billets de banque en euros. En 2000, Giesecke & Devrient établit son siège social nord-américain à Dulles, en Virginie, dans la banlieue de Washington (district de Columbia)
En 2002, G&D est responsable de l'élaboration, de la conception et de l'impression de la nouvelle série de billets de banque pour l'Afghanistan. Cette même année, un atelier d'impression de billets de banque est construit en Malaisie, près de Kuala Lumpur. L'un des principaux fabricants de billets de banque et de papier de sécurité est la SARL Papierfabrik Louisenthal, une filiale de G&D, avec des installations de fabrication à Gmund am Tegernsee et Königstein.

### Systèmes de cartes à puce

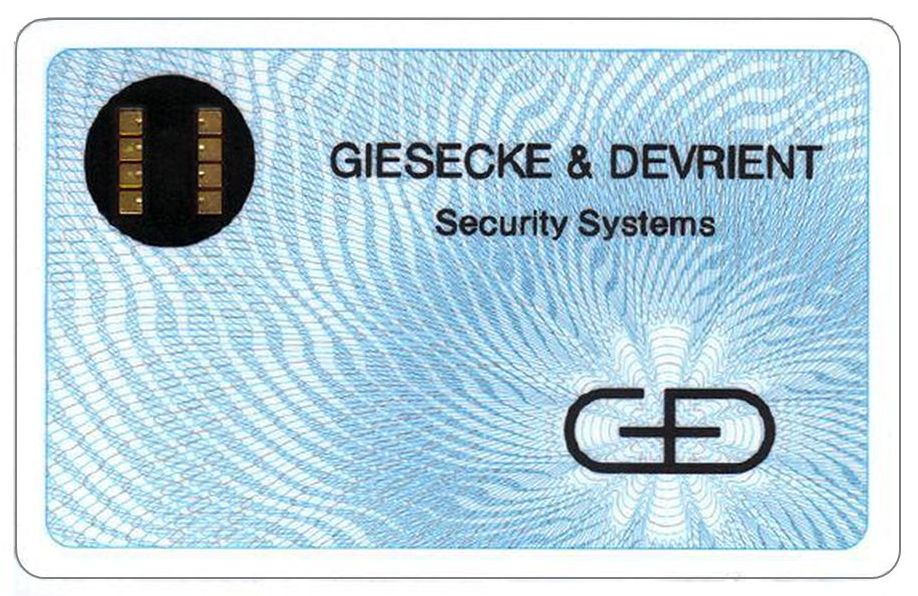
Première carte à puce fabriquée par G&D en 1979

En 1968, une société du groupe sous la direction de Helmut Gröttrup dépose le premier brevet concernant les cartes à puce. En 1981, les premières cartes à puce sont produites par G&D, sur une commande de la Poste fédérale allemande. Trois ans plus tard, la société crée les SIM Plug in, qui vont devenir, dans les années suivantes, la norme mondiale pour les cartes SIM. La première carte SIM commerciale est livrée en 1991 par G&D à un opérateur finlandais.
À partir de 1990, G&D développe son expertise dans le domaine des cartes à puce. C'est ainsi qu'apparaissent successivement la première carte légale d'assurance maladie (1993), le premier porte-monnaie électronique (1995) ou la première application bancaire mobile au monde, basée sur une carte SIM (1998). En 1996, G&D s'impose comme un des principaux fournisseurs de masques, de cartes et des terminaux pour le système Geldkarte introduit en Allemagne. Deux ans plus tard, une nouvelle branche de l'entreprise, Systèmes de sécurité, est mise en place, mettant l'accent sur la sécurité des réseaux et des informations.
Dans les années suivantes, la société développe en particulier les systèmes de personnalisation Visa, notamment pour le Kazakhstan, la Serbie et l'Italie. La production de cartes de santé est poursuivie, notamment pour Taïwan. En octobre 2002, Giesecke & Devrient, avec le Groupe pour la sécurité de l'information de Royal Holloway et Vodafone, met en place le Centre de la carte intelligente, qui fait partie de l'ISG à Royal Holloway.
En 2004, G&D prend part, en Allemagne, à la production de la nouvelle carte d'identité, avec des données biométriques inscrites sur une puce. La société est également engagée dans le projet de carte de santé électronique. En 2005, elle ouvre son premier centre de liquidités au Bahreïn.
Giesecke & Devrient s'implante au Maroc en 2005, en créant G&D Maroc, avec un capital de démarrage de 2 millions de dirhams, avant qu’une recapitalisation ne porte celui-ci à 20 MDH. Trois sites sont créés, à Bouskoura (près de Casablanca), qui nécessite un investissement de plus 30 MDH, et à Marrakech et Oujda. En mars 2009, 70 % du capital est revendu à Group 4 Securitas et à la famille Sahel. Giesecke & Devrient s'associe à Nokia en 2006, pour créer Venyon, un fournisseur de services pour les terminaux sans contact NFC (Near Field Communication).
En 2009, G&D lance une solution de sécurité pour les appareils mobiles fonctionnant sous le système d'exploitation Android. Simultanément, l'usine G&D de Nitra obtient les certifications MasterCard et Visa pour la personnalisation des cartes de paiement. Enfin, G&D fournit des cartes SIM à la Société des télécommunications du Koweït. Aux États-Unis, à l'occasion de l'élection du président Barack Obama, G&D fournit à la Washington Metropolitan Area Transit Authority (WMATA) 200 000 cartes de transport SmarTrip à l'effigie du nouvel élu.
Le 22 avril 2009, Giesecke & Devrient acquiert SmartTrust AB (Stockholm), un fournisseur mondial de solutions de serveurs pour la gestion d'applications sur les cartes SIM et téléphones portables. SmartTrust compte 178 employés dans le monde et a réalisé un chiffre d’affaires de 31,3 millions d'euros en 2008. Son siège est situé à Stockholm et huit succursales de SmartTrust existent dans le monde. Giesecke & Devrient rachète les parts jusque-là détenues par le Groupe Carlyle, Eqvitec Technology Fund, TeliaSonera et GE.
Le 3 novembre 2009, Giesecke & Devrient lance la carte de sécurité mobile, conçue pour une utilisation avec la nouvelle génération d'appareils mobiles qui fonctionnent sous le système d'exploitation Android. Cette carte gère l'authentification des utilisateurs et toutes les opérations de cryptage et de signature. Elle permet, entre autres, aux entreprises ayant des besoins spéciaux de sécurité de créer leurs propres caractéristiques pour les téléphones cellulaires qui fonctionnent sous le système d'exploitation Android. Cette carte mémoire s'insère dans le slot microSDTm des appareils de poche Android. Elle est fabriquée par Giesecke & Devrient Flash Secure Solutions, une coentreprise entre G&D et Phison, le fabricant taïwanais de mémoires flash.

## Activités
Giesecke+Devrient compte actuellement (2021) plus de 81 filiales et coentreprises dans 33 pays du monde entier,. Durant l'exercice financier 2021, G+D emploie 11 768 personnes, dont 7 366 à l'étranger. L'entreprise est le deuxième fournisseur mondial de billets de banque, avec des revenus annuels de 2,6 milliards de dollars.
En 2008, G&D a investi 109 millions d'euros dans la recherche et le développement. La société exploite des imprimeries en Allemagne (Leipzig), ainsi qu'à et Kuala Lumpur (Malaisie). La société possède également un bureau à Gurgaon, en Inde. En 2009, l'entreprise emploie 79 % d'hommes et 21 % de femmes. L'âge moyen est de Modèle:E bill.
Les domaines d'activité de Giesecke & Devrient sont la fourniture de papier à billets, l'impression de billets de banque, les systèmes de paiement et de retrait automatisés, ainsi que les cartes à puce et les solutions pour systèmes complexes dans les domaines des télécommunications, du paiement électronique, des soins de santé. En outre, la firme est active dans l'identification, le transport d'information et la sécurité informatique (PKI).
G+D fournit actuellement les billets de banque en euros à la Bundesbank allemande. Lors de la fourniture de billets et de papiers de sécurité, la société est soumise à des règles strictes définies par la Banque mondiale. L'entreprise produit du papier spécial destiné à être utilisé à la fabrication de billets de banque, de chèques, d'obligations, de certificats, de passeports et autres pièces d'identité, ainsi que des tickets et des cartes à gratter.
Le segment des billets de banque produit aussi des films de sécurité et s'occupe du traitement et de la destruction des billets. Les clients comprennent les banques centrales et commerciales, les imprimeries de billets de banque, les casinos, les autorités du transports et les commerçants au détail. La direction "Transformation" travaille avec plus de cent banques centrales dans le monde.
Outre l'Allemagne, Giesecke+Devrient a imprimé des billets pour de nombreux autres pays au cours des ans, parmi lesquels le Cambodge, la Croatie, l'Éthiopie, le Guatemala, le Pérou, le Zaïre et le Zimbabwe. Au Japon, G+D est active dans les domaines des cartes.
G+D produit des passeports, des cartes d'identité, des cartes de soins et de santé et des permis de conduire équipés de puces intégrées, qui contiennent des données biométriques, ainsi que des systèmes de contrôle aux frontières. En matière de sécurité informatique, G+D propose des systèmes intégrés et des solutions pour l'authentification de réseau, le chiffrement des courriels ou la signature informatique. La firme développe également des tachygraphes digitaux, équipés de cartes à puce, destinés à remplacer, dans l'Union européenne, les tachygraphes analogiques servant au contrôle des poids-lourds. La société commercialise les cartes à puce Starcos SPK2.4 et SmartCafé Expert 64 (sous système d'exploitation Java).
G+D est l'un des principaux fournisseurs de cartes SIM au monde, approvisionnant plus de 200 opérateurs de téléphonie mobile, que ce soit GSM, UMTS ou CDMA. La firme fournit cinq gammes de produits, 2G, 3G, mémoire Flash, multi-mégaoctets ou sans contact, ainsi que des composants pour carte SIM et eSIM.
Le directoire de G+D est constitué (2022) du PDG Dr Ralf Wintergerst, du Dr Peter Zattler, de Marc-Julian Siewert (Veridos), du Dr Wolfram Seidemann (G+D Currency Technology), de Philipp Schulte et Gabrielle Bugat (G+D Mobile Security), et du Axel Deininger (secunet). Le président du conseil de surveillance est le Pr Klaus Josef Lutz. La société est enregistrée au registre du commerce de Munich.

## L'affaire du Zimbabwe
Giesecke & Devrient fait des affaires avec le Zimbabwe depuis 1965. Jusqu'en juillet 2008, G&D assure la livraison du papier nécessaire à l'impression des billets de banque en dollars zimbabwéens, notamment durant la période d'hyperinflation au Zimbabwe. L'exécution de la prestation a finalement lieu, malgré la pression de l'opinion publique et la controverse internationale croissante sur le droit légal ou morale de l'approvisionnement. Car, tandis que les États-Unis imposent, en 2001, des sanctions contre le Zimbabwe, il n'existe, dans l'Union européenne, que des sanctions individuelles contre les représentants du régime de Mugabe,,,.
En juin 2008, les autorités américaines annoncent qu'elles ne prendront pas de mesures contre la société "qui fournit un soutien essentiel au régime brutal du Zimbabwe et est aussi un entrepreneur important pour le gouvernement américain". Le 1er juillet 2008, le Conseil d'administration de la firme décide d'arrêter ses livraisons de papier à billets à la Banque de réserve du Zimbabwe, avec effet immédiat. La décision est prise en réponse à une demande « officielle » du gouvernement allemand et à des appels à des sanctions internationales, lancés par l'Union européenne et les Nations unies. Le Dr Karsten Ottenberg, CEO et Président du Conseil de gestion de G&D, a expliqué : "Notre décision est une réaction à la tension politique au Zimbabwe, qui monte considérablement, plutôt que de diminuer, comme prévu, et tient compte de l'évaluation critique par la communauté internationale, le gouvernement allemand et le public en général".